# Con lắc Foucault

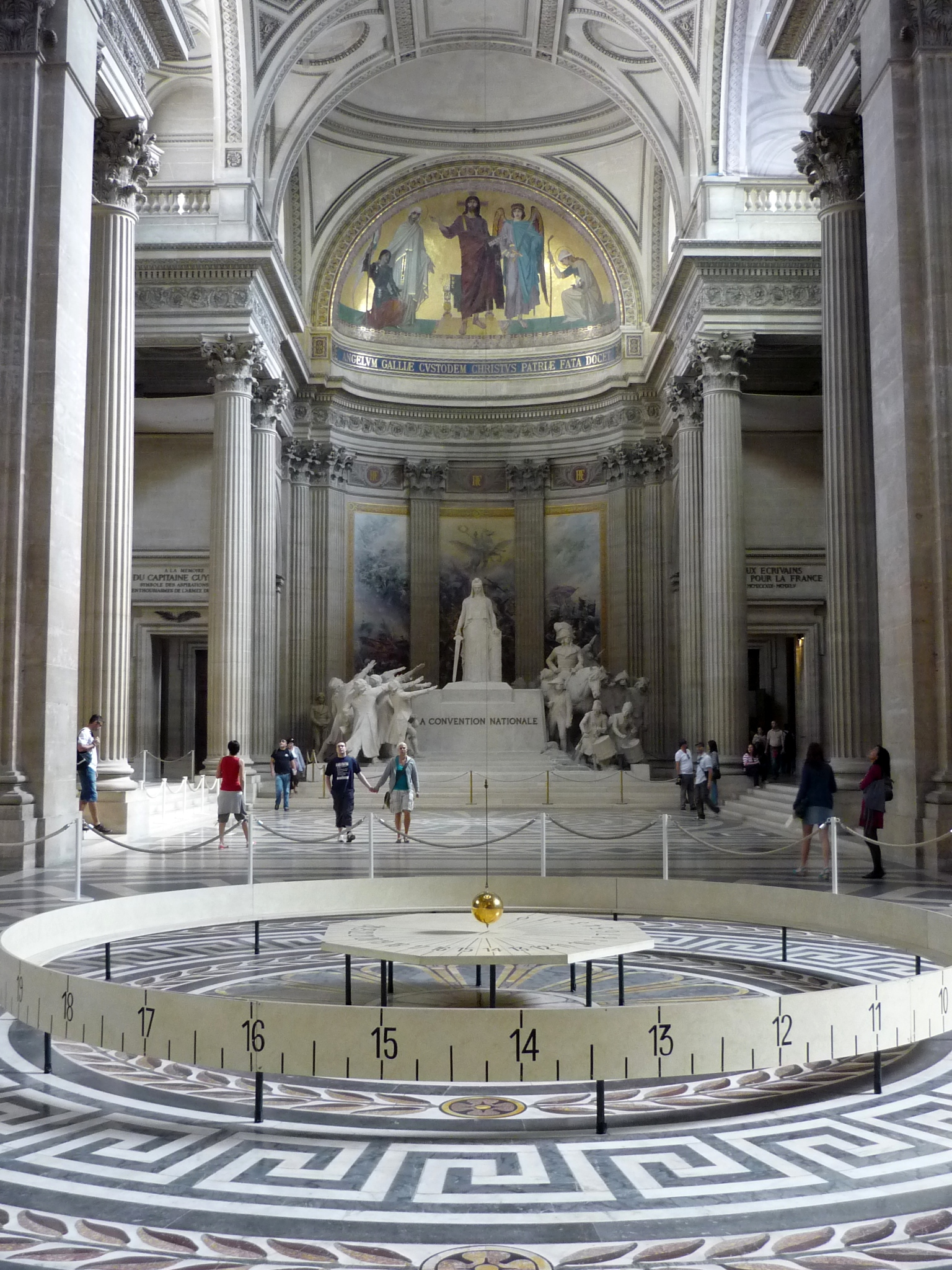
Mô hình con lắc Foucault tại Điện Panthéon, Paris

Minh họa con lắc Foucault

Con lắc Foucault, đặt tên theo nhà vật lý người Pháp Léon Foucault, là một thí nghiệm chứng tỏ rằng Trái Đất đang tự quay quanh trục của nó; và là một hệ quả của hiệu ứng Coriolis cho chuyển động trong hệ quy chiếu quay. Con lắc này được giới thiệu vào năm 1851 và là thí nghiệm đầu tiên đưa ra bằng chứng trực tiếp, đơn giản về sự quay của Trái Đất. Con lắc Foucault ngày nay là một mô hình phổ biến trong các bảo tàng khoa học và trường đại học.

## Lịch sử
Vào năm 1851, nhà khoa học người Pháp Léon Foucault đã sử dụng một dây thép dài 68 m để treo một quả cầu sắt nặng 31 kg từ mái vòm của nhà thờ Panthéon và tác dụng một lực ban đầu, cho nó lắc đi lắc lại. Để đánh dấu quá trình chuyển động của quả cầu, ông đã cho gắn một kim nhọn vào quả cầu và cho vẽ một vòng tròn trên cát ẩm ở mặt đất phía dưới chuyển động của quả cầu. Quả cầu đã để lại những vệt của đường đi khác nhau sau mỗi chu kỳ chuyển động chậm chạp và quỹ đạo này đã chỉ ra rằng Trái Đất quay tròn xung quanh trục của nó. Tại đường vĩ độ đi qua thành phố Paris, đường chuyển động của con lắc đã thực hiện một vòng quay thuận chiều kim đồng hồ cứ sau 30 giờ, nếu không có các yếu tố sức cản của môi trường thì sẽ là 24 giờ(Khi thực hiện tại Nam Cực). Tại Nam Bán Cầu, đường đi đó ngược chiều kim đồng hồ, và tại xích đạo, nó không quay tròn chút nào.

## Con lắc Foucault trên thế giới
Có rất nhiều con lắc Foucault tại các trường đại học, bảo tàng khoa học và các nơi tương tự trên khắp thế giới. Trụ sở Liên Hợp Quốc tại thành phố New York có một; lớn nhất là tại Trung tâm Hội nghị Oregon: chiều dài của nó là khoảng 27 m (89 ft). Tuy nhiên, đã từng có những con lắc dài hơn nhiều, chẳng hạn như con lắc 98 m (322 ft) trong Nhà thờ chính tòa Thánh Isaac, Sankt-Peterburg, Nga.

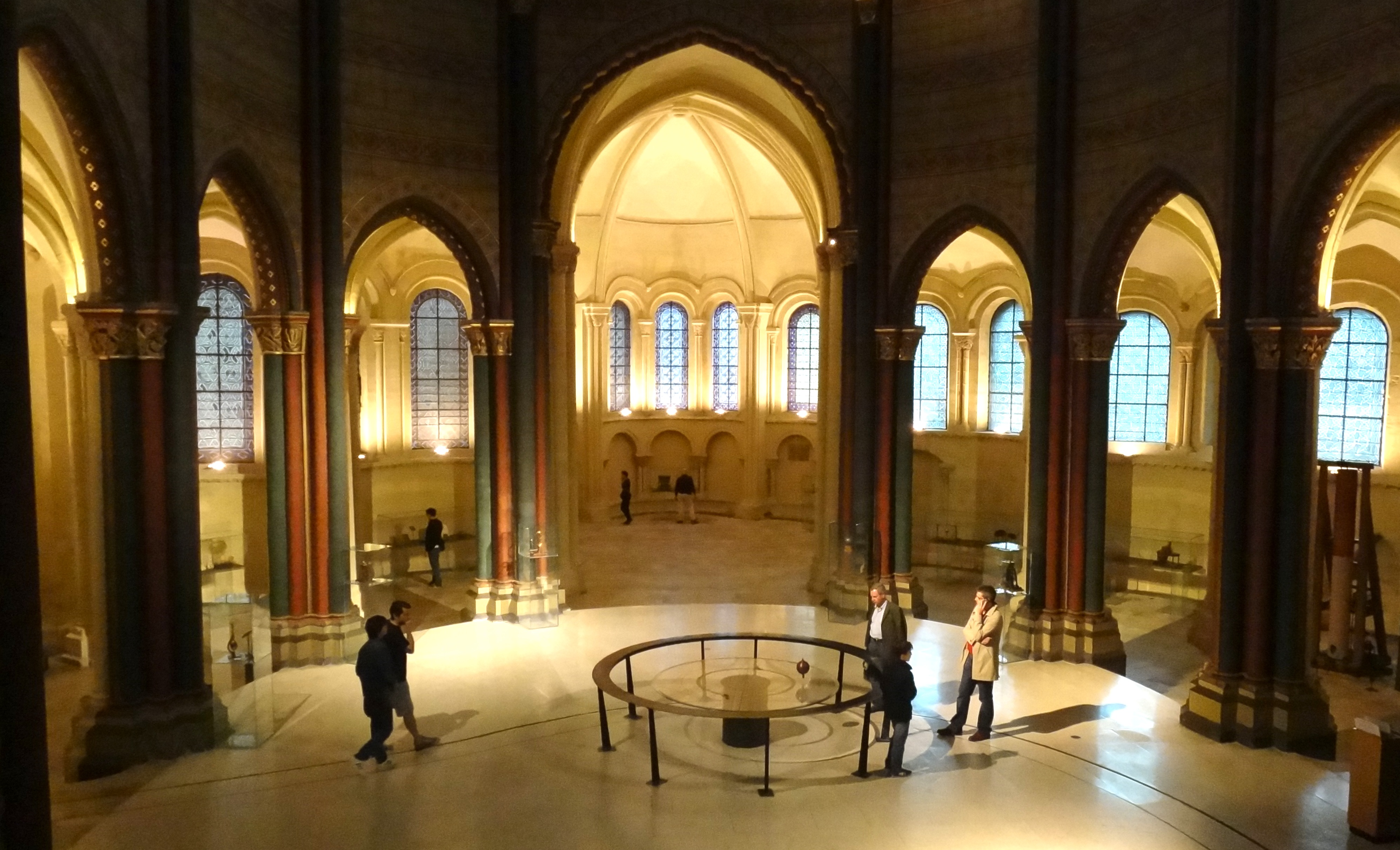
Con lắc Foucault tại Musée des Arts et Métiers
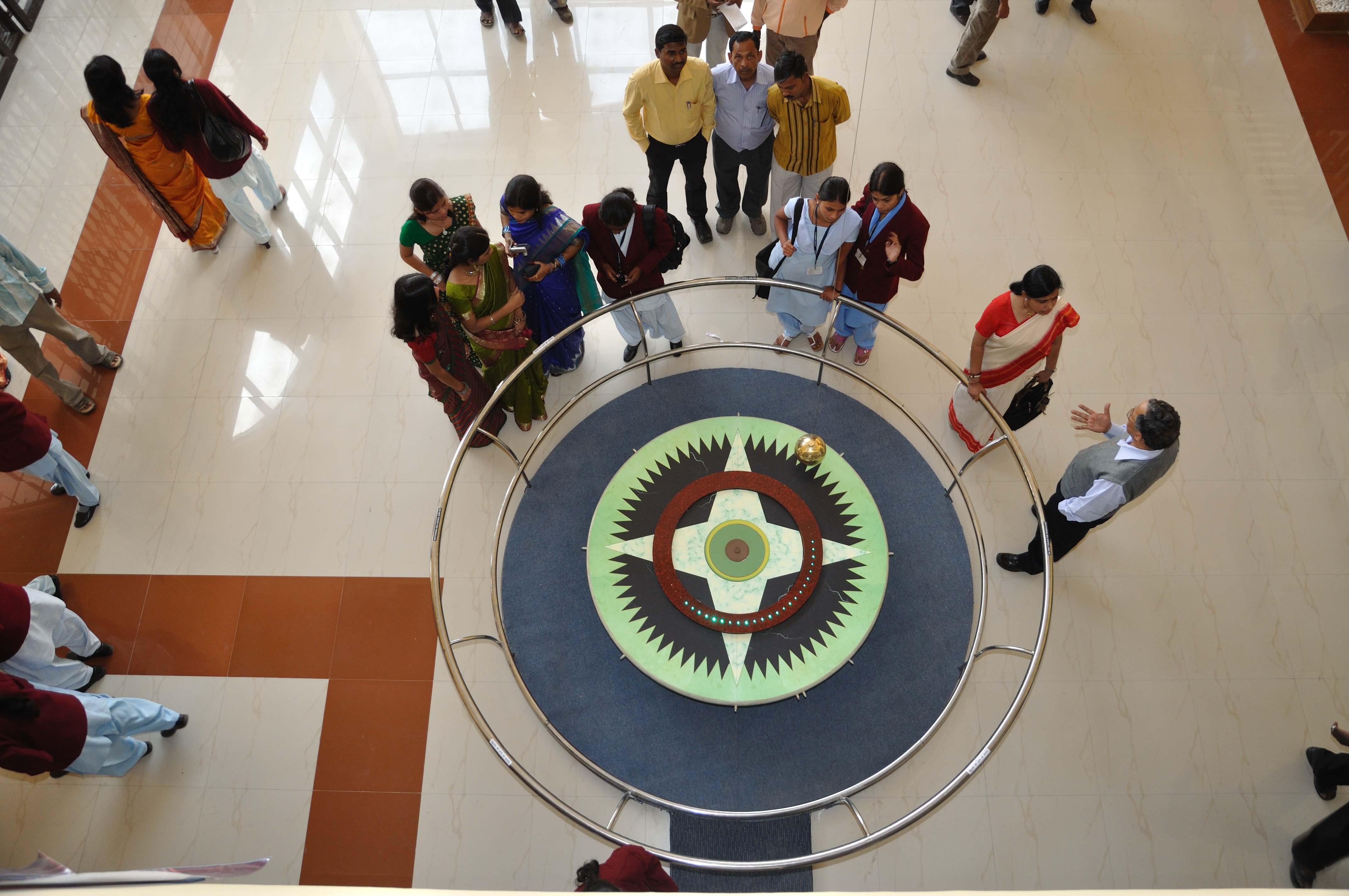
Con lắc Foucault ở Trung tâm khoa học Ranchi
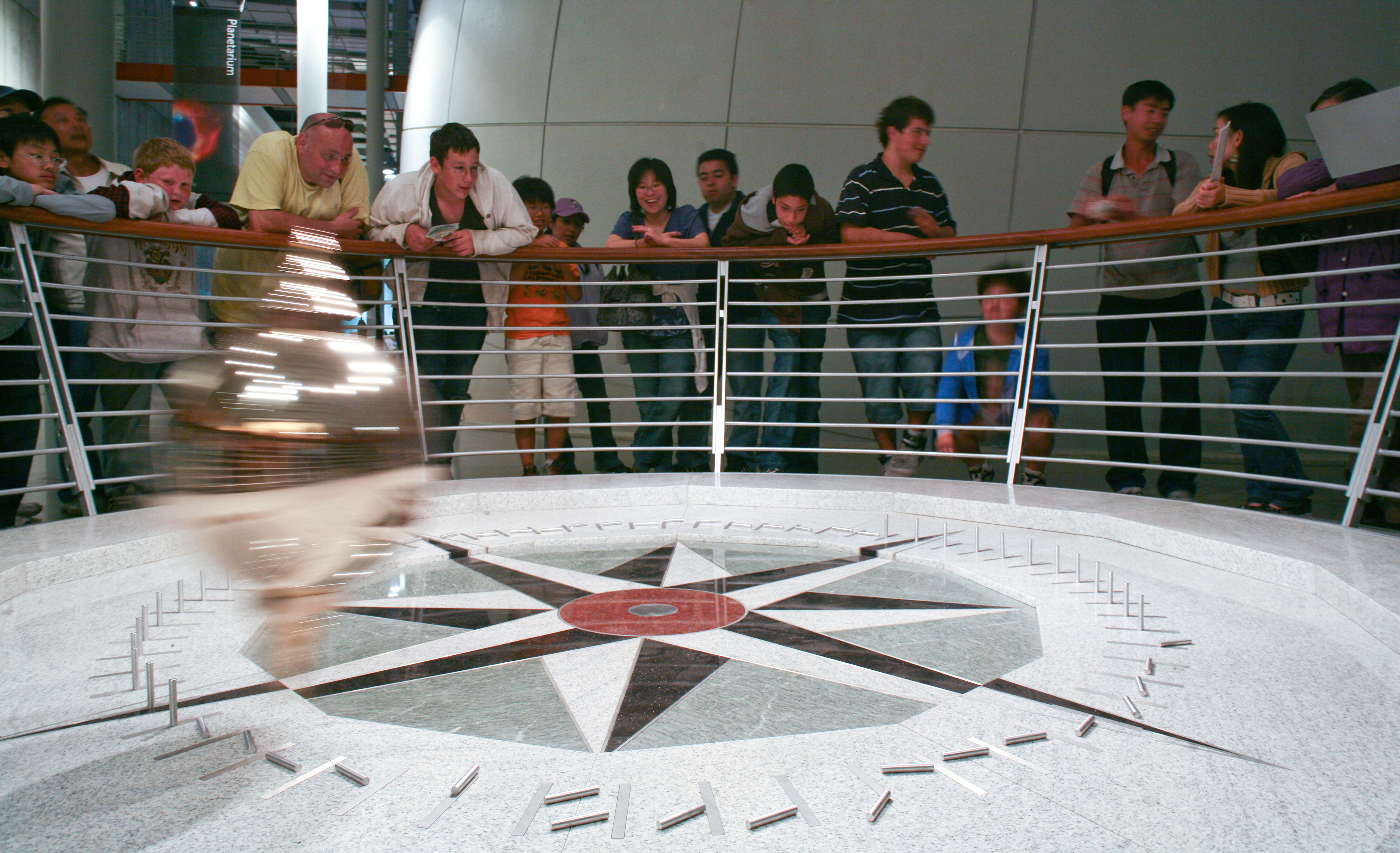
Con lắc Foucault bên trong Học viện khoa học California
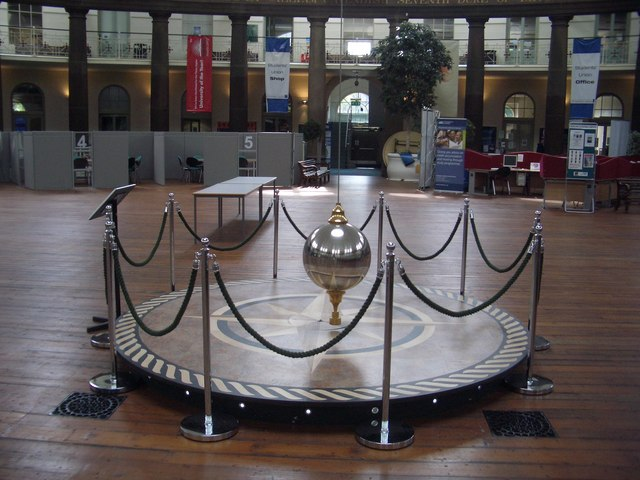
Con lắc Foucault của Đại học Derby

### Tại Nam Cực
Thí nghiệm cũng đã được thực hiện tại Nam Cực, nơi người ta cho rằng sự tự quay của Trái Đất sẽ có hiệu quả tối đa tại Trạm Nam Cực Amundsen–Scott, trong một cầu thang sáu tầng của một nhà ga mới đang được xây dựng. Con lắc có chiều dài 33 m (108 ft) và quả lắc nặng 25 kg (55 lb). Vị trí rất lý tưởng: không có không khí chuyển động có thể làm xáo trộn con lắc và độ nhớt thấp của không khí lạnh làm giảm sức cản của không khí. Các nhà nghiên cứu xác nhận khoảng 24 giờ là chu kỳ đường đi của con lắc.